# Pedro Martínez (kommunhuvudort)
Pedro Martínez är en kommunhuvudort i Spanien.   Den ligger i provinsen Provincia de Granada och regionen Andalusien, i den södra delen av landet, 300 km söder om huvudstaden Madrid. Pedro Martínez ligger 1 040 meter över havet och antalet invånare är 1 229.
Terrängen runt Pedro Martínez är kuperad österut, men västerut är den platt. Runt Pedro Martínez är det glesbefolkat, med 17 invånare per kvadratkilometer. Närmaste större samhälle är Benalúa de Guadix, 17,8 km söder om Pedro Martínez. Trakten runt Pedro Martínez består till största delen av jordbruksmark.